# Сези
Сези (фр. Cézy) насеље је и општина у источном делу централне Француске у региону Бургоња, у департману Јон која припада префектури Осер.
По подацима из 2011. године у општини је живело 1119 становника, а густина насељености је износила 69,85 становника/km². Општина се простире на површини од 16,02 km². Налази се на средњој надморској висини од 81 метар (максималној 187 m, а минималној 72 m).

## Демографија
| 1962. | 1968. | 1975. | 1982. | 1990. | 1999. | 2011. |
| ----- | ----- | ----- | ----- | ----- | ----- | ----- |
| 793   | 807   | 933   | 962   | 1.085 | 1.038 | 1.119 |

График промене броја становника у току последњих година